# Bombový útok na Oktoberfestu 1980

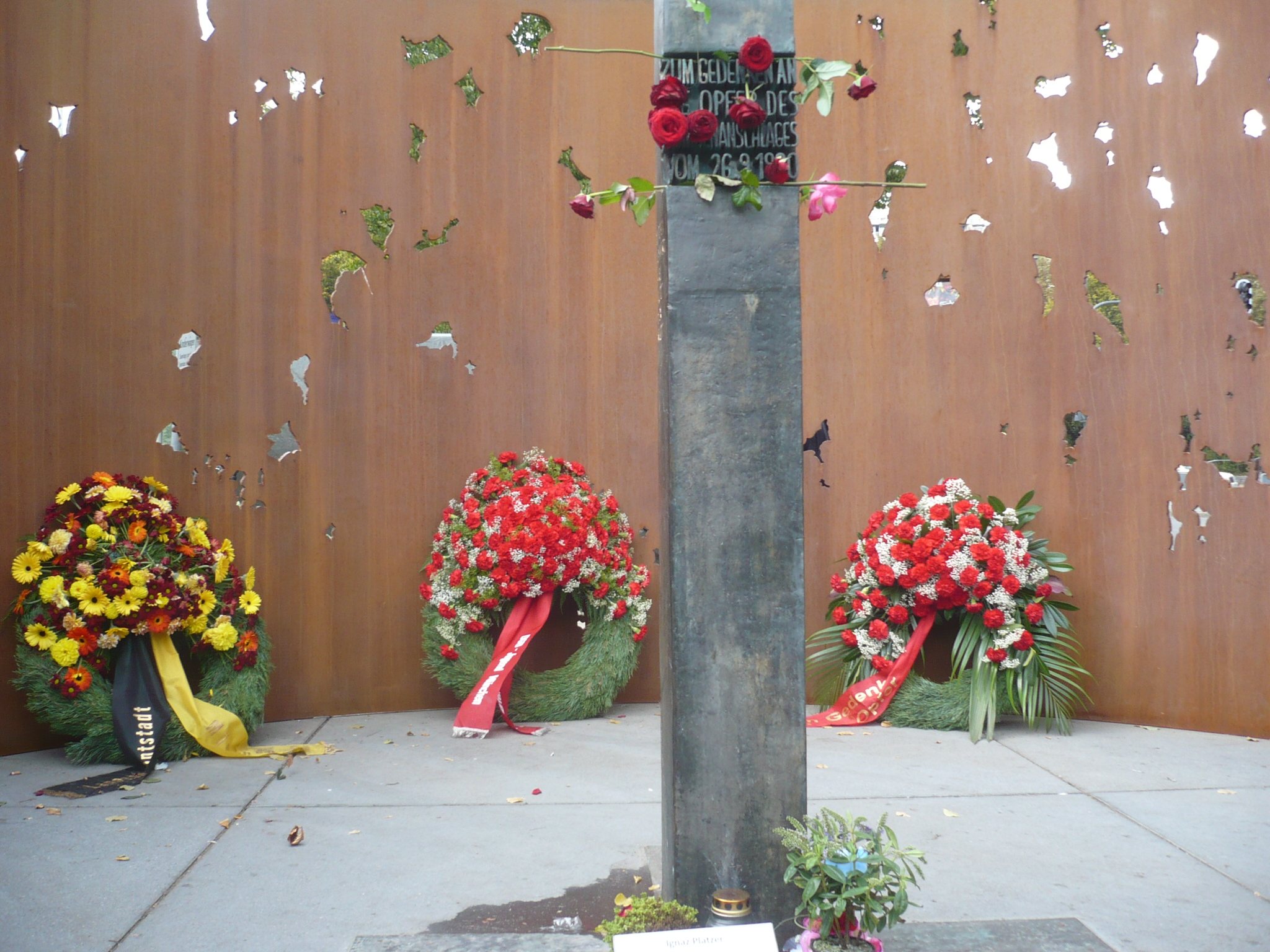
Památník obětem z roku 2008

Bombový útok na Oktoberfestu byl teroristický útok, který se odehrál v Mnichově během Oktoberfestu 26. září 1980. Výbuch, při kterém bylo zabito 13 lidí a 211 bylo zraněno, je považován za jeden z nejhorších teroristických útoků v západním Německu. Útok je připisován pravicovému extrémistovi a studentovi geologie Gundolfu Köhlerovi, který zemřel po umístění výbušného zařízení do odpadkového koše u hlavního vchodu do pivnice. Existují pochybnosti o tom, zda Köhler jednal sám.